# Nadleśnictwo Miastko

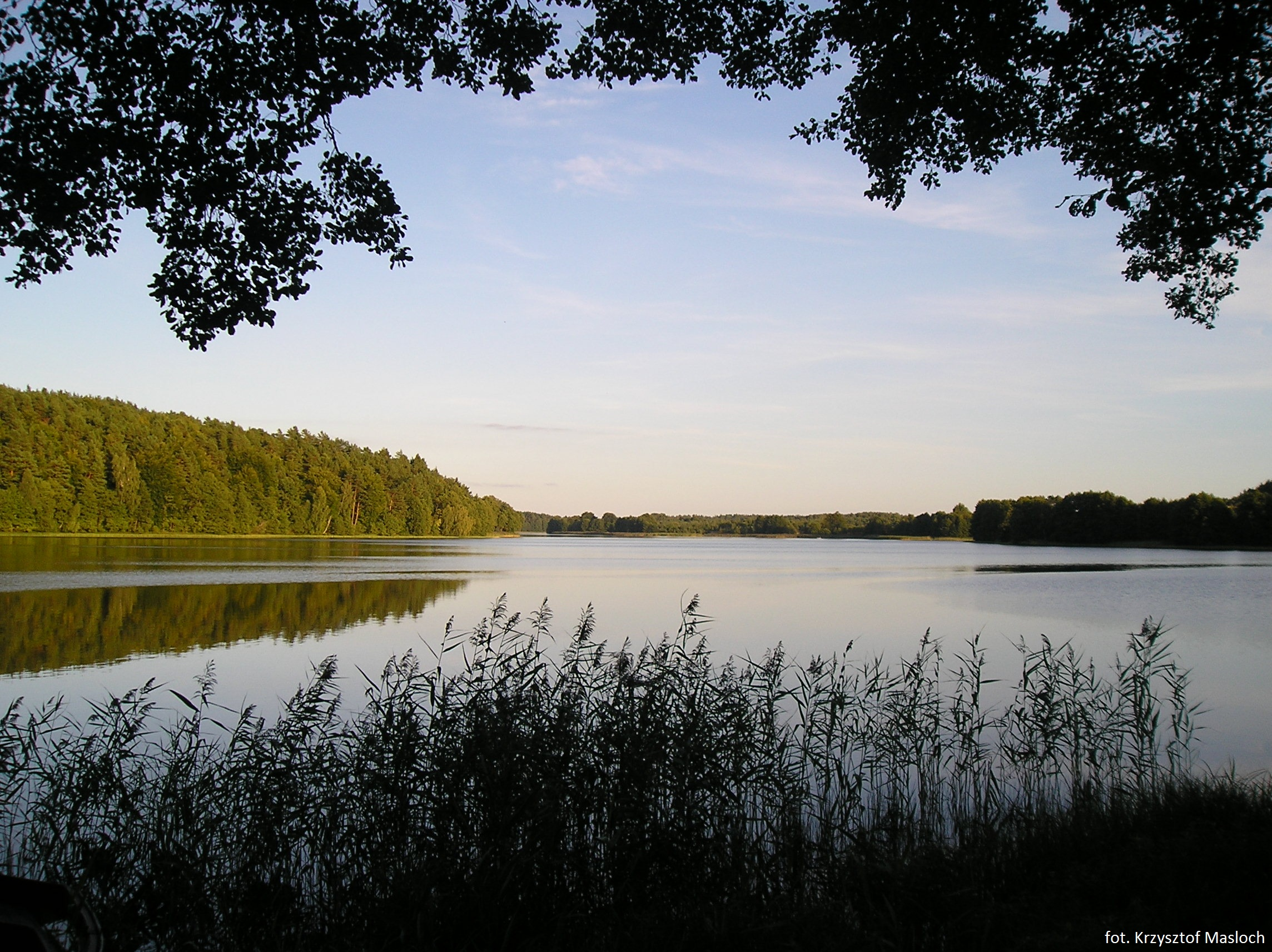
Jezioro Głębokie w Świeszynie

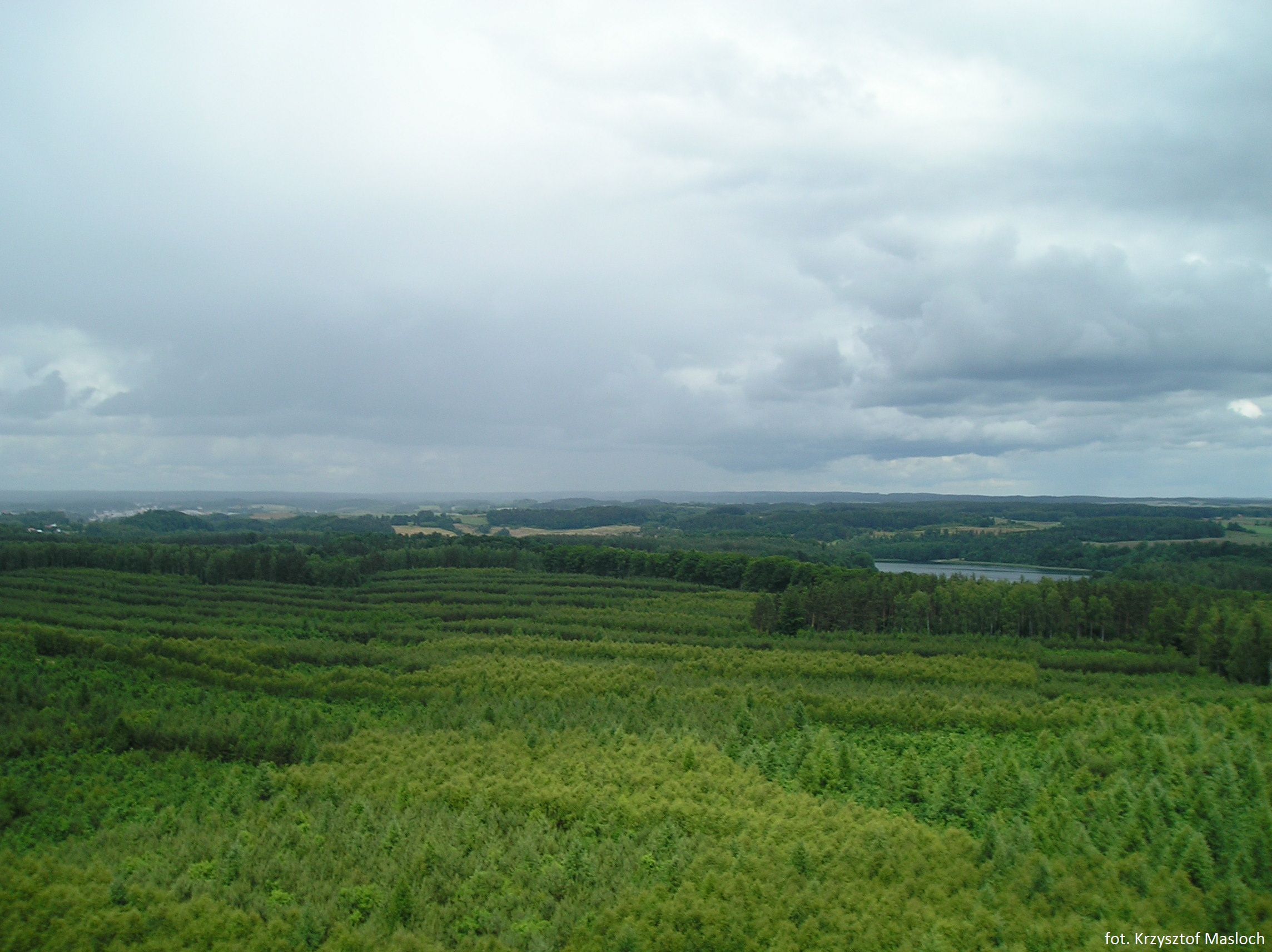
Widok z wieży p-poż nadleśnictwa w stronę Miastka i jeziora Studzieniczno

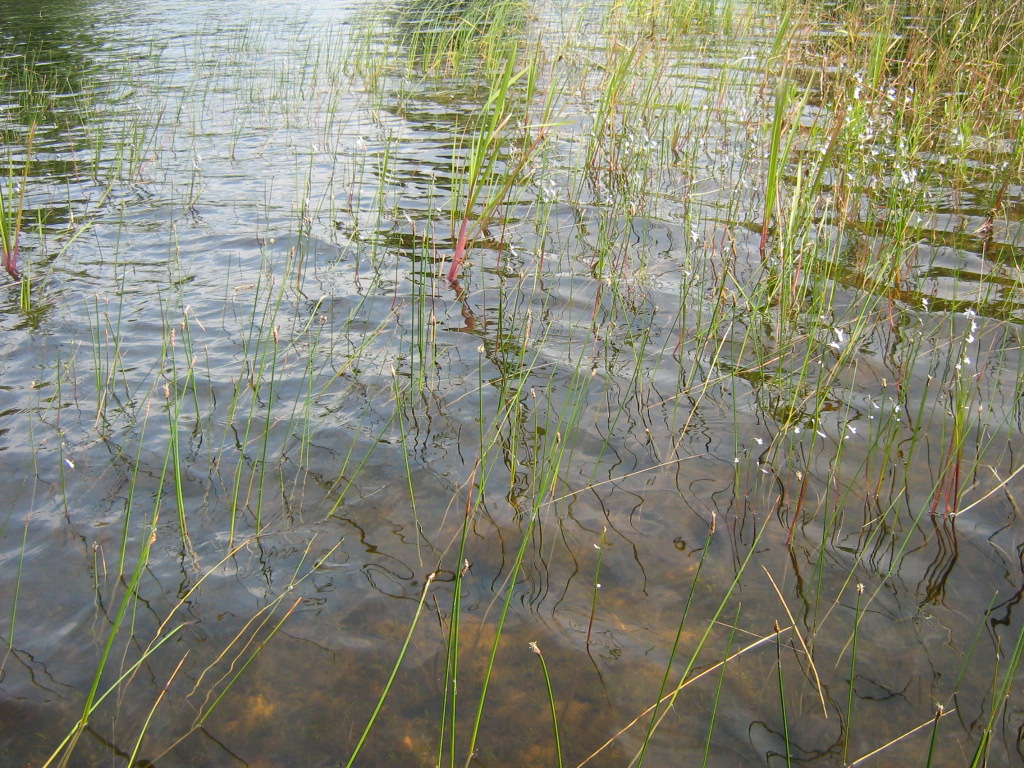
Zagrożona wyginięciem Lobelia jeziorna w Jeziorze Bobięcińskim Małym

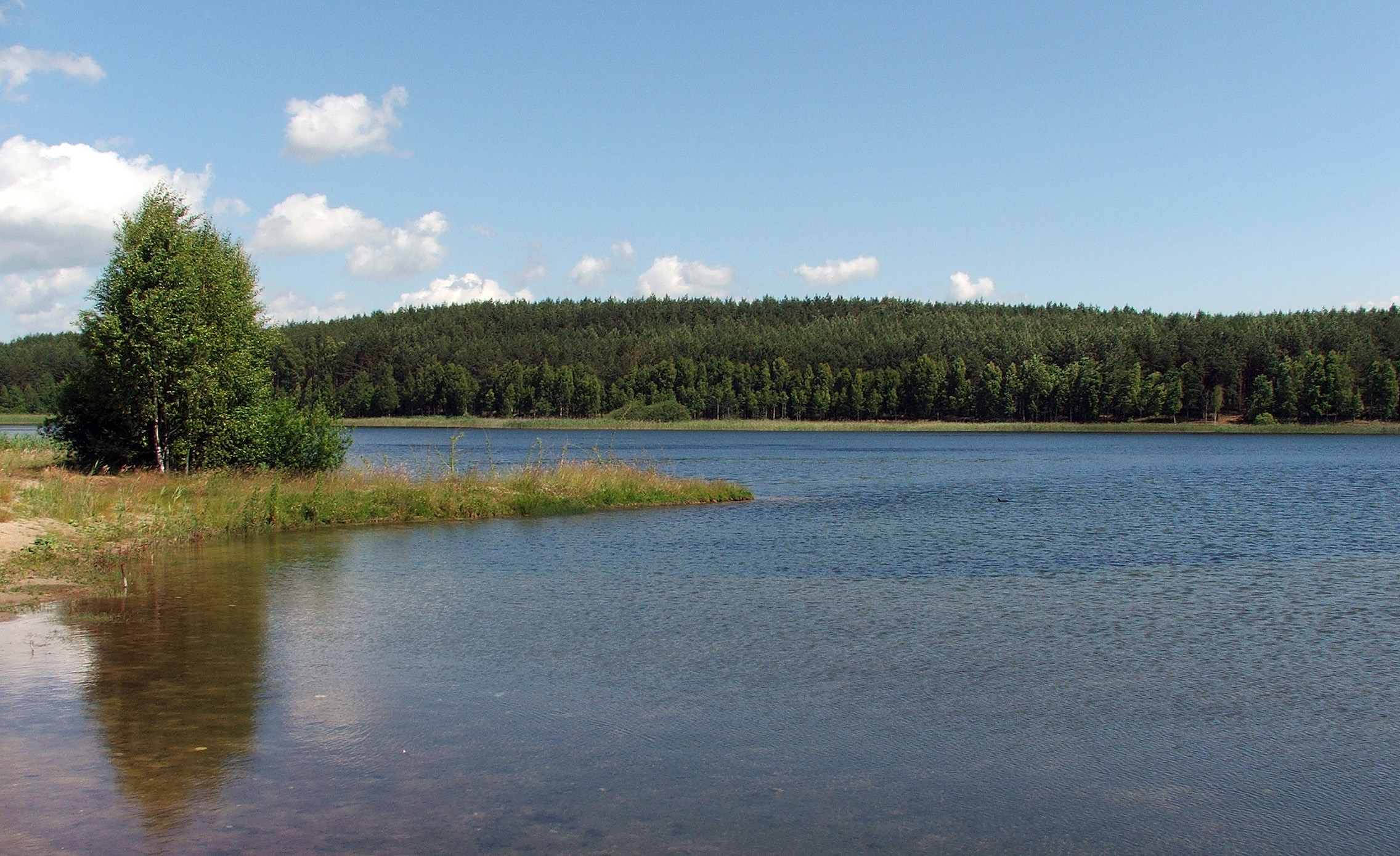
Jezioro Dymno na terenie leśnictwa Koczała

Nadleśnictwo Miastko – nadleśnictwo podlegające pod Regionalną Dyrekcję Lasów Państwowych w Szczecinku położone jest w zachodniej części woj. pomorskiego oraz wschodniej woj. zachodniopomorskiego. Obejmuje część powiatu bytowskiego, człuchowskiego oraz szczecineckiego. Powierzchnia nadleśnictwa według stanu na 1 stycznia 2012 wynosi 22942,57 ha. Tereny leśne zajmują 21662,68 ha (94%). Obszar nadleśnictwa podzielony jest na dwa obręby: Miastko w województwie pomorskim i Biały Bór w województwie zachodniopomorskim.
Nadleśniczy: mgr inż. Janusz Szreder

Zastępca Nadleśniczego: mgr inż. Krzysztof Major

## Leśnictwa
W skład Nadleśnictwa Miastko wchodzi 15 leśnictw:
- Leśnictwo Biały Dwór - 1818 ha
- Leśnictwo Biały Bór - 1717 ha
- Leśnictwo Koczała - 1685 ha
- Leśnictwo Kamienna - 1629 ha
- Leśnictwo Kaliska - 1596 ha
- Leśnictwo Miastko - 1552 ha
- Leśnictwo Słosinko - 1514 ha
- Leśnictwo Sępolno Wielkie - 1510 ha
- Leśnictwo Starzno - 1501 ha
- Leśnictwo Grabowo - 1495 ha
- Leśnictwo Wołcza Wielka - 1381 ha
- Leśnictwo Kawcze - 1378 ha
- Leśnictwo Łodzierz - 1376 ha
- Leśnictwo Bobięcino - 1355 ha
- Leśnictwo Świerzno - 1350 ha

## Ochrona przyrody
Nadleśnictwo obejmuje trzy obszary chronionego krajobrazu: „Jezioro Bobęcińskie ze Skibską Górą” (1611 ha), „Źródliskowy obszar rzek Brdy i Wieprzy na wschód od Miastka” (2881 ha), „Okolice Żydowo - Biały Bór” (2138 ha).

### Obszary Natura 2000
Na terenie Nadleśnictwa Miastko występuje osiem Obszarów Natura 2000. Ich celem jest ochrona poszczególnych gatunków ptaków, roślin, zwierząt oraz określonych typów siedlisk przyrodniczych, zabezpieczających warunki rozwoju rzadkim i zagrożonym gatunkom flory i fauny.
- Obszar specjalnej ochrony ptaków OSO "Ostoja Drawska" - 3880,26 ha
- Specjalne obszary ochrony siedlisk SOO "Jezioro Piasek" - 13,74 ha
- Specjalne obszary ochrony siedlisk SOO "Dolina Wieprzy i Studnicy" - 557,42 ha
- Specjalne obszary ochrony siedlisk SOO "Miasteckie Jeziora Lobeliowe" - 565,67 ha
- Specjalne obszary ochrony siedlisk SOO "Dolina Grabowej" - 206,02 ha
- Specjalne obszary ochrony siedlisk SOO "Jezioro Dymno" - 34,96 ha
- Specjalne obszary ochrony siedlisk SOO "Bobolickie Jeziora Lobeliowe" - 488,42 ha
- Specjalne obszary ochrony siedlisk SOO "Jezioro Bobięcińskie" - 1771,06 ha[3]

### Pomniki przyrody
Na terenie nadleśnictwa znajdują się pomniki przyrody w formie głazów narzutowych.
| Rodzaj pomnika | Wymiary                         | Lokalizacja                         |
| -------------- | ------------------------------- | ----------------------------------- |
| Głaz narzutowy | obwód: 1020 cm wysokość: 150 cm | leśnictwo Kaliska, gmina Biały Bór  |
| Głaz narzutowy | obwód: 1080 cm wysokość: 110 cm | leśnictwo Kamienna, gmina Biały Bór |
| Głaz narzutowy | obwód: 1000 cm wysokość: 140 cm | leśnictwo Miastko, gmina Miastko    |
| Głaz narzutowy | obwód: 950 cm wysokość: 140 cm  | leśnictwo Starzno, gmina Koczała    |

### Użytki ekologiczne
Użytki ekologiczne zajmują powierzchnię 38,62 ha. Są to torfowiska, wyspy na jeziorze Bobięcińskim Wielkim oraz Bobięcińskim Małym, bagna, sukcesje, bory bagienne, miejsca gniazdowania ptaków m.in. żurawi.

### Wody
W okolicy miejscowości Słosinko znajduje się dział wodny rozgraniczający zlewnie Wisły, Odry oraz Morza Bałtyckiego. Na terenie nadleśnictwa znajduje się największe w Polsce i jedno z największych w Europie jezioro lobeliowe – jezioro Bobięcińskie Wielkie.

## Turystyka

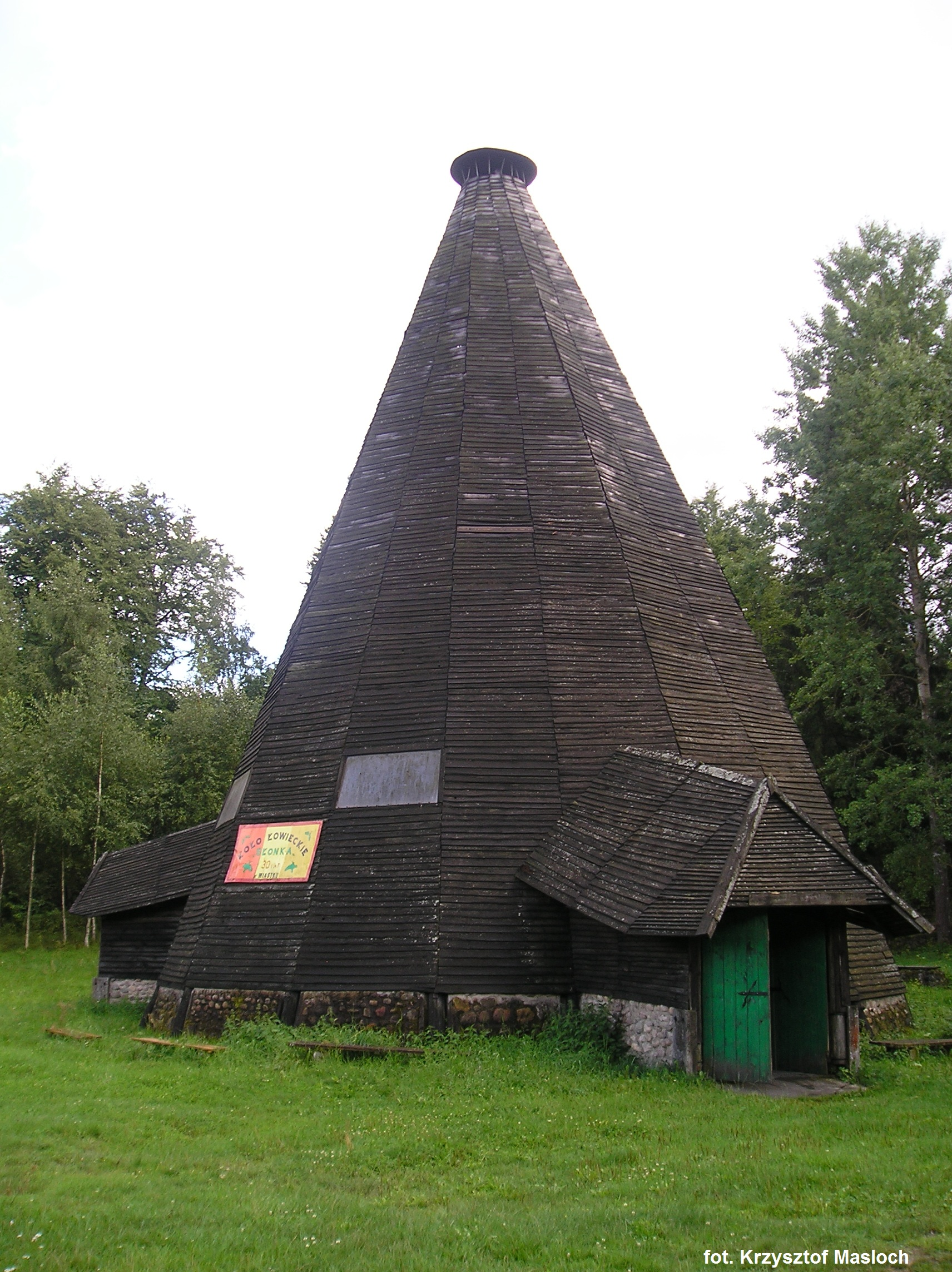
Wigwam myśliwski w Krainie Rummela

- Ścieżka przyrodnicza "U źródeł Studnicy" - trasa spacerowa dla wycieczek pieszych, konnych i rowerowych, w jej skład wchodzi m.in. kapliczka św. Huberta, źródło Hamer, rzeźba zbójnika Rummela, wieża przeciwpożarowa o wysokości względnej 48,5 m (233 m n.p.m.) z tarasem widokowym
- Ścieżka Przyrodniczo – Leśna w Białym Borze - należy do najstarszych ścieżek w RDLP w Szczecinku, powstała w 1997 roku. Trasa spacerowa stanowi pętlę wokół jeziora Łobez.
- Ścieżka edukacyjna "Zielony Ruczaj" w Miastku
- Wigwam myśliwski koła łowieckiego "Słonka" - obiekt wybudowany w latach 2000 /2001 z okazji 25 lecia istnienia koła łowieckiego Słonka
- Ścieżka rowerowa "Szafirowy szlak" - przebiega wzdłuż 4 jezior, długość trasy wynosi 21 kilometrów
- Bukowisko - drewniany, śródleśny obiekt turystyczny w okolicy Wołczy Wielkiej